# Саксонский янтарь

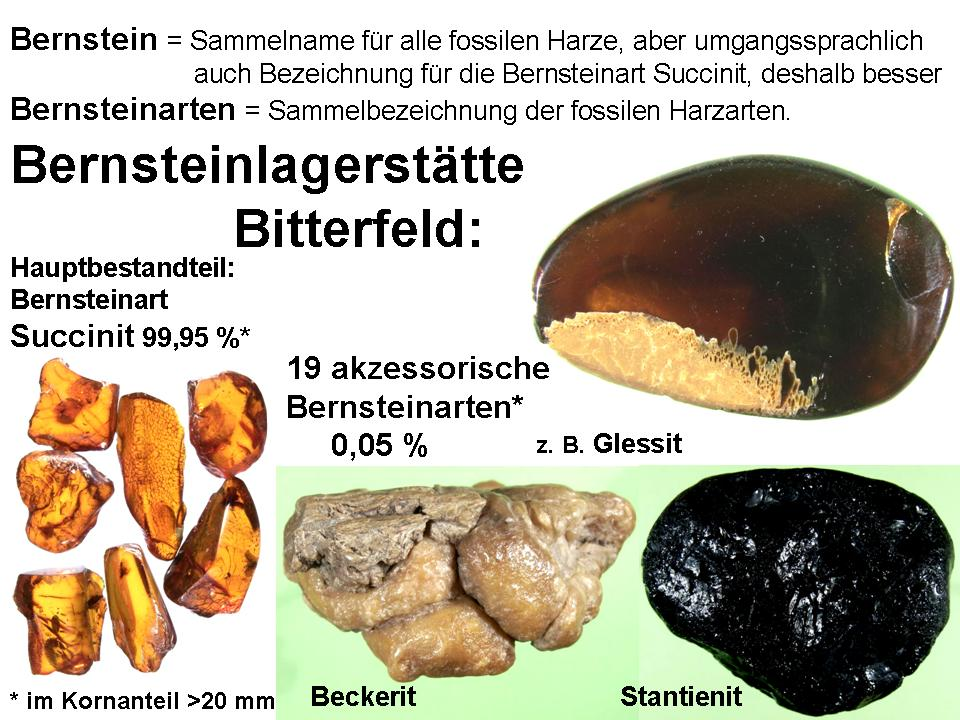

Саксонский янтарь, или биттерфельдский янтарь (нем. Bitterfelder Bernstein) — эоценовый янтарь, месторождение которого расположено недалеко от немецкого города Биттерфельд в земле Саксония-Анхальт (Германия).

## История

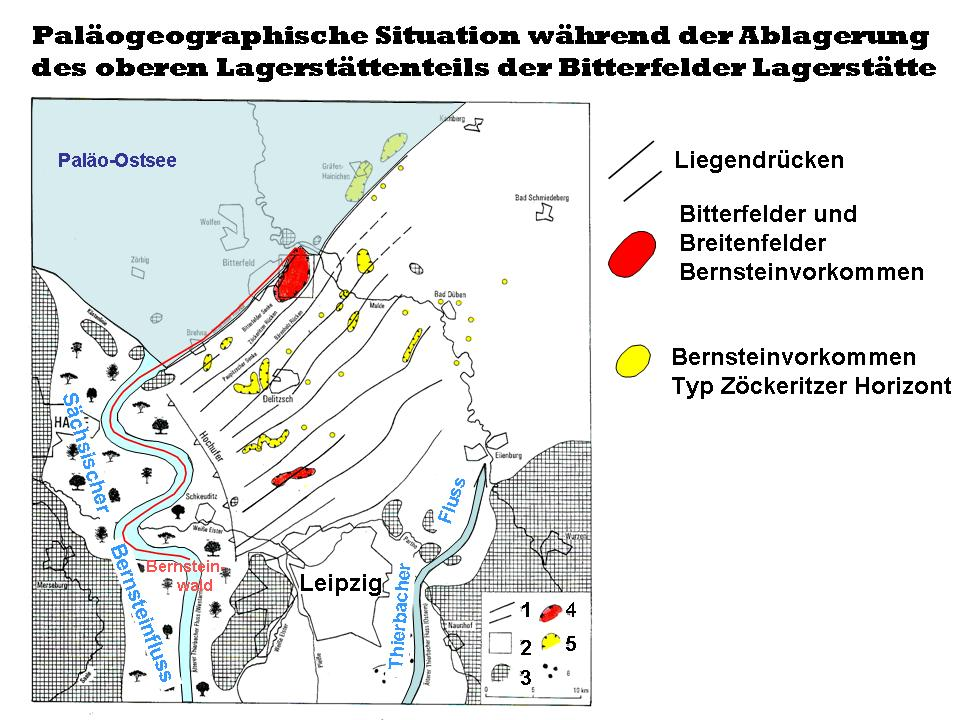

Первые находки саксонского янтаря были сделаны ещё в XVII веке недалеко от Бад-Шмидеберга, к востоку от Биттерфельда (земля Саксония-Анхальт, Германия). Подробное описание янтарных месторождений в Бад-Шмидеберге было дано немецким минералогом и врачом Иоганном Фридрихом Генкелем (в лаборатории которого в 1739-40 годах учился М. В. Ломоносов). После дальнейших индивидуальных находок в бывшем угольном карьере Голпа (Golpa), первые находки на карьере Гойче (Goitsche) были зарегистрированы в 1957 году на строительной площадке I к югу от бывшего местоположения Ниемегк. Однако найденный янтарь ошибочно был назван ретинитом. Лишь в 1974 году площадь месторождения янтаря была снова вырублена, обнаженные янтарные слои можно было исследовать более внимательно, и добыча началась уже в 1975 году. Ежегодно добывали примерно по 28 тонн, а в сумме с 1975 по 1990 год получили более 400 тонн янтаря. В 1998 году было решено рекультивировать угольный карьер и его затопили.
По палеофауне, возрасту и химическому составу саксонский янтарь похож на балтийский, образовался из смолы хвойных деревьев (Pinaceae и Sciadopityaceae). Однако балтийский янтарь имеет больше янтарной кислоты (C4H10O4), янтарного ангидрида и коммуниковой кислоты communic acid (C20H30O2) по сравнению с янтарём Биттерфельда, но меньше дегидроабиетиновой кислоты (C20H28O2). Эти два месторождения имеют геологически различное происхождение: из северной (Балтийской) и южной (Биттерфельд) окраин палеогенового Северного моря.
Ранее возраст саксонского янтаря оценивался как миоценовый, однако затем его оценили как эоценовый.

## Фауна саксонского янтаря
Среди множества ископаемых находок в инклюзах саксонского янтаря найдены паукообразные, насекомые (двукрылые, жуки, клопы, муравьи) и другие организмы. Как правило, их включали в коллекцию музея в Museum für Naturkunde (Берлин). Это позволило за несколько лет собрать богатую коллекцию. Губерт Шуман и Хелла Вендт сообщали о более 10 000 экземпляров организмов из более чем 150 семейств (включая по крайней мере 22 новых вида). Среди них Nematoda, Gastropoda, Isopoda, Myriapoda, Arachnida, Insecta и волосы млекопитающих. Среди инклюзов доминируют насекомые (более 90 %), паукообразные (8 %). Среди насекомых представлены Diptera (80 %), Hymenoptera (8 %), Coleoptera (4 %), Trichoptera (3 %) и другие отряды.
Подсчитано, что одна тонна сукцинита из Биттерфельдского месторождения содержит около 4500 включений животных. Палеонтологи Гюнтер и Бриджит Крумбигель опубликовали обзор животных и растений, обнаруженных в янтаре Биттерфельда и других янтарных месторождениях, как биологических индикаторов геологической истории.
- Atomaria saxonica (Coleoptera: Cryptophagidae)[20]
- Microzavaljus saxonicum (Coleoptera: Erotylidae)[21]
- Neolitochropus hoffeinsorum (Coleoptera: Phalacridae)[22]
- Serramorphus rasnitsyni (Coleoptera: Erotylidae)[23]
- Siro platypedibus Dunlop & Giribet, 2003 (Arachnida, Opiliones)[24]
- Triplax (Coleoptera: Erotylidae)[25]

### Муравьи Саксонского янтаря
- Agroecomyrmex duisburgi[26]
- Aphaenogaster oligocenica
- Aphaenogaster sommerfeldti
- Bradoponera meieri
- Bradoponera similis
- Camponotus mengei
- Carebara antiqua
- Carebara kutscheri
- Conoformica bitterfeldiana[27]
- Ctenobethylus goepperti
- Dolichoderus balticus
- Dolichoderus brevipennis
- Dolichoderus cornutus
- Dolichoderus kutscheri
- Dolichoderus mesosternalis
- Dolichoderus passalomma
- Dolichoderus sculpturatus
- Dolichoderus tertiarius
- Eldermyrmex exsectus[28]
- Electromyrmex wheeleri
- Eocenomyrma rugosostriata
- Fallomyrma transversa[29].
- Formica flori
- Formica gustawi
- Formica kutscheri[27]
- Formica phaethusa
- Gesomyrmex hoernesi
- Gnamptogenys europaea
- Hypoponera atavia
- Lasius pumilus
- Lasius schiefferdeckeri
- Monomorium mayrianum
- Monomorium pilipes
- Myrmica paradoxa[30]
- Nylanderia pygmaea
- Oecophylla brischkei
- Oecophylla crassinoda
- Pachycondyla succinea
- Pachycondyla tristis
- Paraneuretus longicornis
- Paraneuretus tornquisti
- Plagiolepis klinsmanni
- Plagiolepis kuenowi
- Plagiolepis paradoxa
- Plagiolepis solitaria
- Plagiolepis squamifera
- Plesiomyrmex tubulatus
- Ponera wheeleri
- Prenolepis henschei
- Prionomyrmex longiceps
- Pristomyrmex archaios
- Procerapachys annosus
- Protaneuretus mirabilis[4]
- Pseudolasius boreus
- Stigmomyrmex rugulosus
- Stigmomyrmex venustus
- Tapinoma electrinum
- Temnothorax gracilis
- Temnothorax longaevus
- Tetraponera europaea
- Tetraponera lacrimarum
- Tetraponera ocellata
- Tetraponera simplex
- Yantaromyrmex constrictus
- Yantaromyrmex geinitzi
- Yantaromyrmex intermedius
- Yantaromyrmex intermedius[31]
- Yantaromyrmex samlandicus